# Ernst Chladni
Pour les articles homonymes, voir Chladni.
Ernst Florens Friedrich Chladni, né le 30 novembre 1756 à Wittemberg, mort le 3 avril 1827 à Breslau, est un physicien allemand.
Chladni est le fondateur de l'acoustique moderne. Il mesure la vitesse de phase du son dans différents gaz en utilisant la résonance d'un tuyau d'orgue, selon la méthode de Gassendi. Il étudie expérimentalement les vibrations des plaques, en les saupoudrant de sable fin, obtenant ainsi les figures qui portent son nom. Il publie en 1802 un Traité d'acoustique, en allemand, traduit en français en 1809. Il invente un nouvel instrument de musique, dérivé de l'harmonica de verre de Benjamin Franklin, l'euphone ou clavicylindre.
Chladni voyage toute sa vie, et écrit sur plusieurs autres sujets. Il est le premier à écrire que les météorites sont des masses minérales originaires du système solaire attirées par le champ gravitationnel terrestre, et que le frottement de l'atmosphère, qu'elles traversent à grande vitesse dans leur chute, les échauffe et les rendent lumineuses. On lui doit aussi des Dissertations sur les météores et les aérolithes (Vienne, 1819).

## Biographie
Fils d'un professeur, président de la faculté de droit de Wittenberg, Ernst Florens Friedrich Chladni y nait le 30 novembre 1756. Il reçoit de son père, puis de Mücke, recteur du collège de Grimma une éducation rigoureuse, qui a pour conséquence un goût marqué pour l'indépendance et pour les voyages. Son père lui impose des études de droit. Étudiant à Leipzig, il peut aussi commencer à pratiquer la musique. Diplômé, il commence une carrière juridique, jusqu'à la mort de son père, après laquelle il dirige ses efforts vers la physique et les sciences naturelles. Il commence alors ses expérimentations sur le son et les vibrations, commençant par le domaine connu des cordes, avant de s'intéresser aux plaques de verre et de métal, dont il a l'idée d'entretenir la vibration par un archet. Il publie son premier mémoire à ce sujet à Leipzig en 1787. Persuadé que la gloire de l'invention d'un instrument de musique surpasserait celle due à des publications théoriques, il crée entre 1780 et 1790 l'euphone, constitué de petits cylindres de verre accordés par un mécanisme caché, puis en 1800 le clavicylindre, utilisant le même dispositif d'accord, qu'il ne publie que vers la fin de sa vie. Il ne renonce pas, pourtant à publier son Traité d'acoustique à Leipzig en 1802, dont il donne lui-même la traduction française parue à Paris en 1809. Il poursuit ensuite en Allemagne sa carrière de chercheur et d'enseignant jusqu'à sa mort le 4 avril 1829.
À partir de 1787, Chladni se fait « une grande réputation par ses travaux sur le son, l'écho et le ton ».

## Les figures acoustiques de Chladni

Figures acoustiques de Chladni.

Ernst Chladni prit un disque de cuivre saupoudré de sable et en frotta le bord avec un archet : il obtint des figures géométriques. « Qu'on juge de mon étonnement en voyant ce que personne n'avait encore vu. Il apparut une étoile à 10 ou 12 rayons, qui m'évoqua aussitôt les expériences sur les figures électriques » [de Lichtenberg, en 1777]. Ce sont les figures acoustiques de Chladni. La première description de l'expérience apparaît dans Entdeckungen über die Theorie des Klanges.(Leipzig 1787)
Les figures constituent un élément spectaculaire des recherches de Chladni. Il énonça la loi de Chladni, qui relie les fréquences et les modes de vibration pour des disques.

## Les météorites
Chladni mène aussi des études sur les météorites. En 1794, avec la publication de son ouvrage De l'origine de la masse de fer trouvée par Pallas et d'autres similaires, et sur quelques phénomènes naturels en relation avec elles, il émet la thèse, révolutionnaire pour l'époque et très contestée au début, que les météorites trouvées sur la terre ont leur origine dans l'espace cosmique et sont des vestiges de la phase de formation des planètes de notre système solaire.
C'est un travail novateur à tous égards, dont les scientifiques les plus reconnus et les meilleurs esprits de cette fin du XVIIIe siècle – notamment Lichtenberg, Goethe et Humboldt refusent les conclusions, notamment parce que les mesures de Benzenberg et Brandes (de), deux élèves de Lichtenberg, ont prétendu établir que les météores sont un phénomène purement atmosphérique. Cependant, Lichtenberg pense que Chladni pouvait avoir raison, et l'incite à poursuivre son travail sur l'origine des météorites.
Dans les années qui suivent, plusieurs observations circonstanciées et les descriptions scientifiquement étayées de chutes de météorites confirment les résultats de ses recherches. En 1795, une grande météorite est observée jusqu'à sa chute à Wold Newton (Yorkshire, Angleterre). Un fragment, connu comme la météorite de Wold Cottage, est confié au chimiste britannique Howard qui, avec le minéralogiste français Bournon, analyse très précisément sa composition et conclut qu'une origine extraterrestre est probable. En 1803, le physicien et astronome Jean-Baptiste Biot est mandaté par le ministre de l'Intérieur Chaptal pour enquêter sur une pluie de météorites à L'Aigle. Contrairement à l'ouvrage de Chladni et à la publication scientifique de Howard et Bournon, le rapport de Biot, écrit dans un style vivant, devient très populaire et convainc plus de lecteurs de la pertinence des conclusions de Chladni.
Chladni est considéré comme l'un des fondateurs de la science moderne des météorites.

## Publications
- (de) Entdeckungen über die Theorie des Klanges, Leipzig, 1787
- (de) Über den Ursprung der von Pallas gefundenen und anderer ihr ähnlichen Eisenmassen und über einige damit in Verbindung stehende Naturerscheinungen, Édition originale, Johann Friedrich Hartknoch éditeur, Riga, 1794, numérisé par la Bibliothèque d'État et universitaire de Saxe à Dresde (SLUB).
  - Über den kosmischen Ursprung der Meteorite und Feuerkugeln. (1794) (Ostwalds Klassiker der exakten Wissenschaften (de). Bd. 258). Erläutet von Günter Hoppe. 3. Auflage, Nachdruck der Ausgabe Leipzig, Akademische Verlags-Gesellschaft Geest und Portig, 1971. Deutsch, Thun u. a. 1996,  (ISBN 3-8171-3258-1).
  - Traduction en français de l'ouvrage de 1794, avec commentaires : Réflexions sur l'origine de diverses masses de fer natif et notamment de celle trouvée par Pallas en Sibérie, traduites de l'allemand par Eugène Coquebert, Journal des Mines, volume 88, nivôse an XII (1803), pp. 286-320, et volume 90, ventôse an XII, pp. 446-485.
- (de) Die Akustik (L'Acoustique), Édition originale, Breitkopf et Härtel éditeurs, Leipzig, 1802, numérisé par le SCD de l'Université de Strasbourg
  - (de) Die Akustik, Breitkopf & Härtel, Leipzig, 1802.
- (de) Ernst Chladni (trad. Contributions à l'acoustique pratique et à l'enseignement de la facture instrumentale, contenant la théorie et les instructions pour la construction du clavicylindre et des instruments apparentés.), Beiträge zur praktischen Akustik und zur Lehre vom Instrumentenbau, enthaltend die Theorie und Anleitung zum Bau des Clavicylinders und damit verwandter Instrumente., Leipzig, Breitkopf und Hàrtel, 1821 (réimpr. 1980).

## Honneur
L'astéroïde (5053) Chladni porte son nom.